# Strajk chłopski (1937)

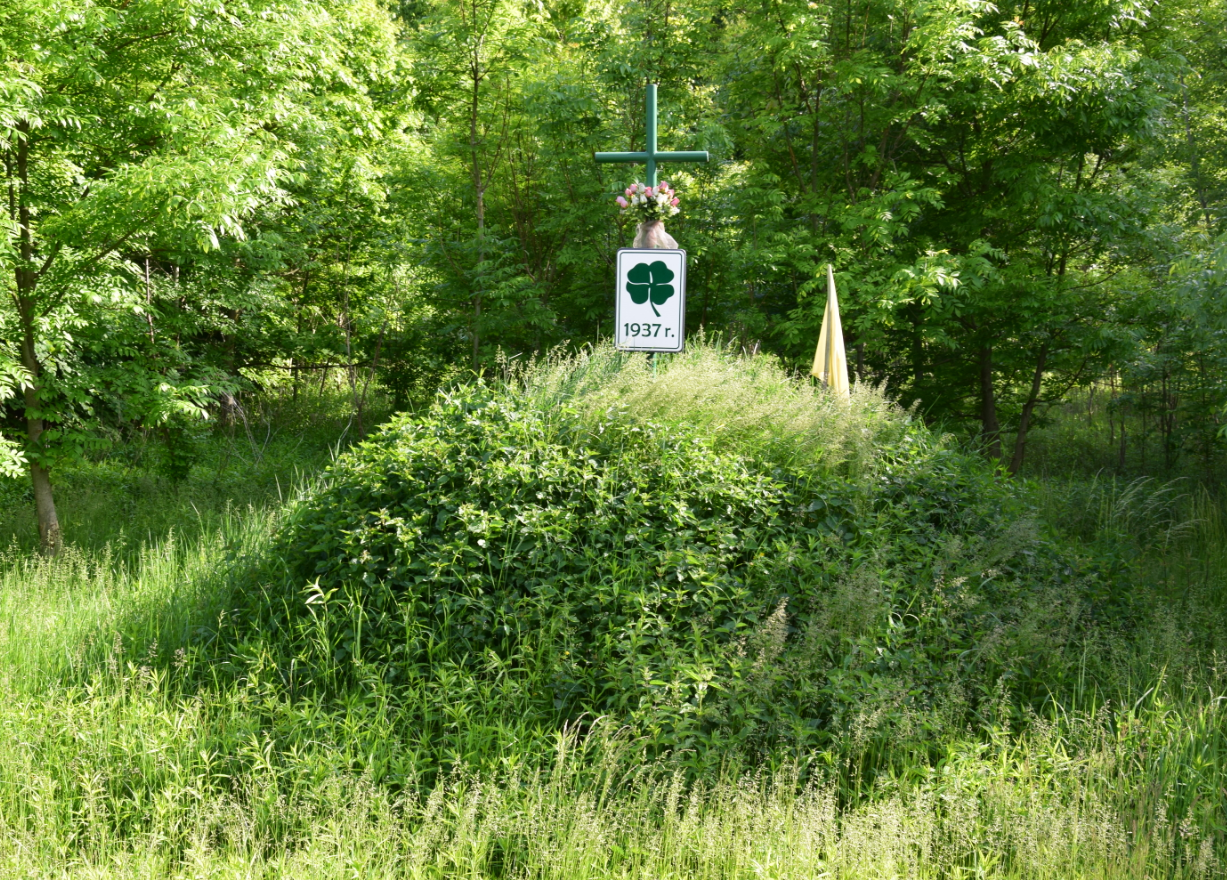
Kopiec zbudowany przez chłopów w miejscu śmierci Józefa Szewca, chłopa z Grębowa zabitego przez funkcjonariuszy Policji Państwowej w 1937 roku.

Strajk chłopski 1937 (inaczej Wielki Strajk Chłopski) – masowa, kierowana przez Stronnictwo Ludowe polityczna manifestacja rolników, która miała miejsce w dniach 16–25 sierpnia 1937 r., zorganizowana pod hasłem przywrócenia chłopom w Polsce praw do życia, a krajowi ładu, porządku i bezpieczeństwa  (m.in. rezygnacji z władzy obozu piłsudczykowskiego, przywrócenia konstytucji marcowej z 1921, demokratycznych wyborów do parlamentu, wzmocnienia obronności kraju). Akcja polegała na blokowaniu dróg do miast i wstrzymaniu dowozu żywności. W strajku wzięło udział kilka milionów osób, głównie polskich chłopów, ale również Białorusinów i Ukraińców . W czasie interwencji policji państwowej, zginęło 44 chłopów, 5 tysięcy osób aresztowano, a 617 uwięziono na mocy wyroków sądowych. Była to największa chłopska akcja strajkowa w okresie międzywojennym , jednak nie wywarła większego wpływu na politykę rządu.

## Przyczyny
Wydarzenia zostały poprzedzone tzw. krwawą wiosną 1936 r. do której doszło we Lwowie (zob. zamieszki we Lwowie) i w Krakowie . Ponadto podczas pierwszego Święta Czynu Chłopskiego 15 sierpnia 1936 r. policja zabiła 19 rolników. Łącznie aresztowano ponad 800 ludowców, ich domy zniszczono, a majątek skonfiskowano. Oddziały wojska i policji spacyfikowały także w tym czasie 27 wsi na Zamojszczyźnie, zabijając pięć osób  . Niekonsekwentnie przeprowadzona reforma rolna z lat 20. sprawiła, że wielki kryzys z początku następnej dekady najdotkliwiej uderzył w chłopów. Skutki kryzysu z lat 1929–1935 były długo odczuwane przez rolników. Na skutek spadku cen żywności, wzrosła zamożność ludności miejskiej, kosztem spadku opłacalność produkcji rolnej na wsi. W mieście kupowano tylko sól i zapałki, a narzędzia rolnicze, których nie dało się naprawić, zastępowano prymitywnymi urządzeniami własnej roboty. Nad biedniejszymi gospodarstwami zawisło ryzyko głodu . Wszystko to miało pośredni wpływ na dalsze wydarzenia.

Wieś rozumie, że jej potrzeb, potrzeb dziesięciu milionów »ludzi zbędnych« na roli, potrzeb przybywającego rocznie pół miliona kołysek nie zaspokoi ani resztka gruntów ziemskich, ani obecna ilość straganów czy sklepów. Wieś, która bardzo powoli, ale najwyraźniej wychodzi dziś z kryzysu lat ubiegłych (...) – ta wieś jest bardziej stanowcza i harda w stawianiu swych żądań. (...) Chce ni mniej, ni więcej stać się warstwą rządzącą Rzeczypospolitej.

## Organizacja i termin
Obradujący w Warszawie 17 stycznia 1937 r., Nadzwyczajny Kongres Stronnictwa Ludowego opracował nową taktykę w walce z sanacją, uchwalając wniosek Franciszka Książka z powiatu bocheńskiego o przeprowadzenie strajku . Kongres podjął też decyzję o zorganizowaniu marszu chłopów na Warszawę. Kwestie organizacyjne i terminy oddał w ręce Naczelnego Komitetu Wykonawczego partii . Upoważnił także to ciało, w razie niespełnienia istotnych postulatów ludowców, do zorganizowania powszechnego strajku rolnego o charakterze politycznym. Kongres zakończył się bojowym akcentem – nowym władzom przekazano sztandar, na którego drzewcu zatknięte było ostrze kosy . Odczytano także list od Wincentego Witosa: „Kongres ma zaprotestować przeciwko trwającej hańbie Berezy. (...) Ma się upomnieć o krew niewinnie przelewaną, o gwałty i bezprawia na ludzie dokonywane, o ucisk, katowanie, więzienia walczących o prawo, o wszelkie udręki przez lud polski bez jego winy ponoszone” .

„Oblewa nas już istna powódź nędzy. Statystyka wykazuje zatrważającą ilość ludzi pozbawionych pracy (…). A każda cyfra w statystyce i poza statystyką – to niekończące się nigdy, beznadziejne dni niedostatku, niedojadania, często dosłownego głodu, rozpaczliwych warunków mieszkania, strzępów, wiszących na ciele zamiast ubrania”.

Uchwały Kongresu SL zostały poparte przez Witosa, który po kilku dniach podyktował Stanisławowi Mikołajczykowi plan prac przygotowawczych. Przewidywał on zwiększenie częstotliwości zebrań zarządów, zakładanie kół ludowych, organizowanie kursów wojewódzkich i powiatowych dla kierowników planowanej akcji oraz pomoc dla ludowców kieleckich dla zorganizowania manifestacji w Racławicach w rocznicę bitwy z Moskalami. Miała być ona sprawdzianem gotowości chłopów do ogólnopolskiego wystąpienia. Zadania te zostały powtórzone przez Witosa w kolejnym liście do Brunona Gruszki (prezes SL na Małopolskę i Śląsk) z 28 lutego .
Jeszcze w styczniu zorganizowano w Krakowie kurs okręgowy dla działaczy powiatowych, na którym wykłady prowadzili Stanisław Kot i Stanisław Mikołajczyk. Z uczestnikami prowadzono też poufne rozmowy indywidualne na temat sposobów organizowania akcji. Władysław Witek z Tarnowskiego zaangażował się w przygotowanie manifestacji w Racławicach, inni działacze, jak na przykład Emil Kozioł z Dąbrowskiego, organizowali w powiatach województwa kieleckiego zebrania i zakładali koła ludowe .
Już w marcu rozpoczęto przygotowania do kolejnych obchodów święta „Czynu Chłopskiego”. Sekretariat Naczelny SL wystosował pismo do zarządów wojewódzkich, powiatowych i zarządów kół. W czwartym punkcie napisano: „trzeba już obecnie rozpocząć przygotowania, by jego obchód i w obecnym roku wypadł jak najokazalej – tak pod względem liczebności uczestników, jak sprawności i porządku. By obchody nasze miały zapewnioną należytą ochronę przed wszelkimi próbami zakłócenia ich porządku przez wciskających się do szeregów prowokatorów lub obce czynniki, winny być już z góry przygotowane, odpowiednio liczebne i wyćwiczone, oddziały Chłopskiej Straży Porządkowej”. Pismo podpisał prezes Maciej Rataj.
Manifestacja w Racławicach nie odbyła się z powodu odwołania jej przez władze administracyjne (w efekcie wprowadzenia na krótko przed 18 kwietnia 1937 r. zarządzenia ministra spraw wewnętrznych gen. Składkowskiego o zakazie urządzania obchodów), lecz było za późno na odwołanie wydarzenia. 5000 chłopów zebrało się pod Kopcem Kościuszki. Doszło do starć z policją. Policjanci zastrzelili dwóch chłopów  (niektóre źródła mówią o trzech zabitych). 60 chłopów zostało aresztowanych.
Przykładem „»próby generalnej« wymiany stanowisk między policją a manifestującymi coraz bardziej energicznie swe niezadowolenie z rządów chłopami” może być wydarzenie do którego doszło w jednej z polskich wsi w oktawę Bożego Ciała 1937 r. Według informacji B. Niemczyka „z okazji święta strzelano z moździerza, co wywołało niezadowolenie komendanta posterunku Policji Państwowej, który rozkazał odebrać księdzu proch. Dwóch policjantów wysłanych na plebanię zostało jednak zabitych przez chłopów, którzy stanęli w obronie księdza i tradycji. Chłopi ci następnie oblegli posterunek policji. Do stłumienia buntu użyto znacznych sił policyjnych z kilku powiatów. W starciach z policją zginęło kilkanaście osób, a kolejnych kilkadziesiąt aresztowano”.
W połowie czerwca do Warszawy udali się dwaj prezesi powiatowi – Władysław Witek z Tamowa i Franciszek Syrek z Myślenic – i dwaj byli więźniowie Berezy Kartuskiej – Stanisław Nita oraz Władysław Karcz z Brzeskiego. Pod ich naciskiem Rataj zwołał posiedzenie Nadzwyczajnego Kongresu Wykonawczego, w czasie którego postanowiono dopiero zorganizować ponownie obchody rocznicy Czynu Chłopskiego w dniu 15 sierpnia i tam ogłosić 10-dniowy strajk, od 16 do 25 sierpnia  .
W lipcu Sekretariat Naczelny SL wystosował do zarządów wojewódzkich i powiatowych SL kolejne pismo, w którym informował o przesłaniu afiszów i ulotek o święcie „Czynu Chłopskiego” oraz projektu okolicznościowego przemówienia, gdzie zapisano m.in. „(...) Nie chcemy Polski sanacyjnej, której wspomnienie ciążyć będzie na nas i na przyszłych pokoleniach. Bo»Polska sanacyjna« oznacza wielką przepaść między państwem z jednej i narodem z drugiej strony. A my chcemy, aby państwo i naród to była jedna nierozerwalna całość. Nie dopuścimy do Polski »endeckiej«, bo nie chcemy, ażeby wykładnikiem jej woli i prawa był dyktatorski bat. Nie pozwolimy, ażeby przyszła Polska była »komunistyczna« bo dla nas wszelka dyktatura biała, czarna, czy czerwona jest jednako wstrętna i szkodliwa. Wołamy wielkim głosem o wolną Polskę ludu pracy, o demokratyczną Polskę Ludową!”. W tym samym miesiącu Sekretariat wydał zarządzenie, w którym nakazywano odbycie uroczystych capstrzyków przy ogniskach, przy których miały być odczytane nazwiska poległych za Ojczyznę oraz uczczona ich pamięć w przeddzień święta „Czynu Chłopskiego”. Wydano także rozporządzenia dotyczące bezpieczeństwa, w których informowano o zachowaniu i utrzymaniu porządku przez manifestujących.
Władze starały się spacyfikować Stronnictwo za pomocą akcji prowadzonej przez starostów, którzy w województwie warszawskim skłaniali uczestników kongresu do podpisywania w obecności świadków oświadczenia, że przyjmują do wiadomości ostrzeżenie o czekającej ich karze za rozpowszechnianie jego uchwał. Reakcja działaczy SL nie była jednolita. Ludowcy z radzymińskiego, płockiego, łowickiego i ciechanowskiego oświadczenie podpisali, z warszawskiego, gostynińskiego, przasnyskiego, grójeckiego, mińskiego, kutnowskiego, makowskiego, sierpeckiego i nieszawskiego kategorycznie odmówili złożenia podpisów.
Termin strajku został wybrany nieprzypadkowo – rocznica cudu nad Wisłą tradycyjnie obchodzona była przez ludowców jako Dzień Czynu Chłopskiego. Data miała znaczenie nie tylko symboliczne. W połowie sierpnia w miastach kończyły się zapasy żywności z poprzednich zbiorów, a nowe zboże nie zostało jeszcze zwiezione do magazynów . Zdaniem jednego z działaczy SL z Bochni, „tylko nieliczne zaufane jednostki wiedziały, że 15 sierpnia zostanie ogłoszony [strajk]. (...) Przyjeżdżali z Krakowa członkowie Zarządu Okręgowego SL i »Wici« [Związku Młodzieży Wiejskiej]. (...) Informowano, co robić i jak postępować, gdy zajdzie potrzeba. Dzień 14 sierpnia przeznaczono na palenie zniczy [ognisk]. Wszystkie koła SL miały je palić jako znak, że zbliża się wielki zjazd chłopów” .
W nocy z 14 na 15 sierpnia padał deszcz, co utrudniało dostarczenie odezw i ulotek informacyjnych o terminie rozpoczęcia strajku do wszystkich kół i działaczy SL. W dodatku w tym dniu organizowane były rządowe obchody „Święta Żołnierza” i cudu nad Wisłą, które wpłynęły na udział chłopów w obchodach.

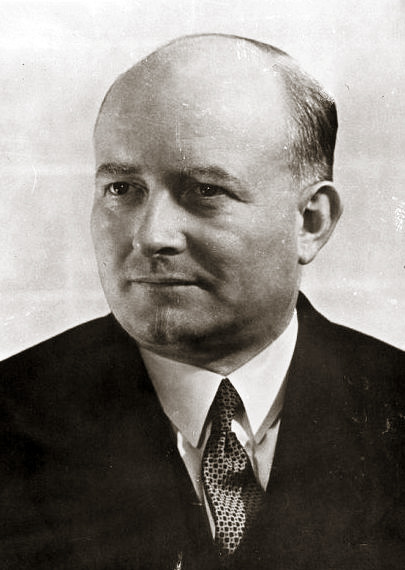
Stanisław Mikołajczyk, kierował strajkiem z ramienia SL

W samym SL istniały rozbieżności w kwestii organizacji strajku, które wzrosły po pacyfikacjach wsi południowej Lubelszczyzny. Za organizacją ogólnopolskiej akcji opowiadali się czołowi działacze emigracyjni: przywódca SL, Witos, W. Kiernik i K. Bagiński oraz większość działaczy z Małopolski, przeciwny jej był prezes SL Rataj, kierujący w kraju pracami stronnictwa i Brunon Gruszka . Strajkiem w całym kraju z ramienia SL kierował Stanisław Mikołajczyk . Najsilniejszego poparcia ruchowi udzielili chłopi w Małopolsce . Z powodu sprzeciwu niektórych działaczy siła strajku uległa pewnemu osłabieniu (byli to m.in.: Józef Putek, Wacław Krzeptowski, Edward Polak, Jan Madejczyk czy Franciszek Stachnik).

## Odezwa proklamująca strajk
W proklamującej strajk odezwie SL żądano m.in. :
- zlikwidowania „sprawy brzeskiej” i przywrócenia pełni praw dla wszystkich byłych więźniów brzeskich z Wincentym Witosem na czele;
- zmiany konstytucji i ordynacji wyborczej do ciał parlamentarnych i samorządowych;
- rozwiązania sejmu i senatu oraz samorządów;
- ustroju demokratycznego dla Polski i nowych, uczciwych wyborów do instytucji życia państwowego i samorządowego;
- likwidacji dyktatorsko-biurokratycznego systemu rządów;
- powołania rządu zaufania szerokich mas obywatelskich;
- sprawiedliwości w sądach;
- zmiany polityki zagranicznej;
- armii przygotowanej do obrony kraju i cieszącej się szacunkiem wszystkich obywateli;
- opłacalności produkcji rolniczej i godziwego wynagrodzenia za pracę. Sprawiedliwego podziału dóbr społecznych. Prawa, chleba i pracy dla wszystkich.

Podkreślono, że „Strajk ten nie jest wymierzony przeciw jakiejkolwiek innej warstwie społecznej, nie ma na celu wygłodzenia miast, ale jest manifestem za koniecznością likwidacji systemu sanacyjnego w Polsce i przywróceniem obywatelowi praw mu przynależnych i do życia koniecznych” : „Obóz sanacyjny, choć rozbity i skłócony i nie zdolny dać należytego oparcia państwu, trwa jednak zaślepiony przy swym przywileju wyłącznego decydowania o jego sprawach”. Strajkujący zwrócili uwagę, że „Uchwały, rezolucje, telegramy, doręczone nawet p. Prezydentowi, jak i gen. Rydzowi Śmigłemu w Nowosielcach, nie tylko nie zostały wykonane, ale nawet odpowiedzi na takowe nie uzyskaliśmy”. Ich zdaniem ten strajk miał być: „początkiem do przywrócenia chłopu w Polsce praw do życia, współgospodarza, a krajowi ładu, porządku i bezpieczeństwa”.
Treść tej rezolucji podały dzienniki zagraniczne, m.in.: „Prager Presse”.

## Przebieg
Strajk został proklamowany na wiecu w Jarosławiu 15 sierpnia 1937 r. z udziałem Macieja Rataja . Polegał na wstrzymaniu wzajemnych relacji wieś-miasto, a więc blokadzie dróg i wstrzymaniu dowozu żywności do miast oraz na rezygnacji z zakupów przez 10 dni. Wydano także polecenie do przerwania pracy w folwarkach. W ten sposób sparaliżowane zostało nawet 12 województw (krakowskie, lwowskie, tarnopolskie oraz częściowo warszawskie, kieleckie, lubelskie, łódzkie i poznańskie, białostockie, stanisławowskie, nowogródzkie i pomorskie)  . Strajkujący żądali m.in. przywrócenia Konstytucji marcowej, demokratycznych wyborów do parlamentu, wzmocnienia obronności kraju, rezygnacji obozu piłsudczykowskiego z władzy, amnestii dla skazanych w procesie brzeskim .
Strajk nie był zwrócony przeciw jakiejkolwiek warstwie społecznej. Wynika to zarówno z odezwy odczytanej w dniu 15 sierpnia, ulotek strajkowych, jak i biuletynów Stronnictwa. Zupełnie inaczej o przyczynach i celach strajku wypowiadała się prorządowa „Gazeta Polska”, której redaktor w artykule Niech zamrą miasta wraz ze wsią! napisał: „Wiemy bowiem, że w planie ich leżało rozciągnięcie na cały kraj swej bezprzykładnej prowokacji; przygotowywali ją przez szereg tygodni, organizowali w sposób, który musiał – jako rezultat nieunikniony – przynieść rozlew krwi. Organizatorzy i sprawcy zajść, nadając im charakter gwałtu, prowadząc do niszczenia środków łączności i komunikacji, organizując czynny opór władzom bezpieczeństwa publicznego – wiedzieli dokładnie, że władza państwowa musi odpowiedzieć na to użyciem siły”.

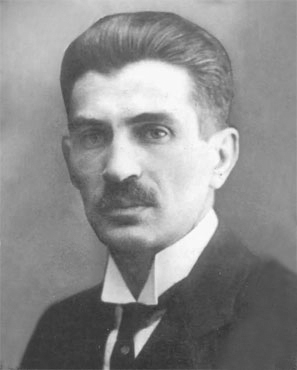
Maciej Rataj, prezes Stronnictwa Ludowego

Działacz SL z Bochni w swoim opisie z dnia rozpoczęcia strajku stwierdza, że „na [krakowski] plac Jabłonowskich (...) zeszło się parę tysięcy chłopów ze sztandarami, z orkiestrami, ze śpiewem na ustach”. Chłopi mieli śpiewać „O, cześć wam, panowie magnaci”. Jakub Pszczoła z Bieńczyc, komendant gminnej straży, w imieniu ruchu ludowego ogłosił, że od poniedziałku zaczyna się – na znak protestu przeciwko wyzyskowi i krzywdzie – protestacyjny dziesięciodniowy strajk chłopski. Wtedy rozrzucono ulotki i informacje o celach i przebiegu strajku. Chłopi zaczęli śpiewać „Gdy naród do boju”  .
Według „Zielonego Sztandaru” z 22 sierpnia w dniu rozpoczęcia protestu (15 sierpnia) „w Jarosławiu [...] pod licznymi sztandarami zgromadziło się około 40 tys. uczestników. Na uroczystość w pow. przeworskim przybyło około 20 tys.; w Tarnobrzegu – 18 do 20 tys.; w Łańcucie 15 tys.; w Dębicy – 10 tys.; w Kolbuszowej – 6 tys.; w Mielcu 8 tys.”.
Do strajkujących przyłączyli się robotnicy folwarczni z drobnych zakładów przetwórstwa i budowlanych . Z chwilą proklamowania przez kierownictwo SL 15 sierpnia 10-dniowego strajku chłopskiego organizacje socjalistyczne w wielu miejscowościach Małopolski i na terenie centralnej Polski zorganizowały robotnicze strajki solidarnościowe .
Według informacji wojewody krakowskiego dla Ministerstwa Spraw Wewnętrznych „PPS zajęła początkowo wobec strajku stanowisko obserwacyjne i dopiero pod naciskiem elementów jednolitofrontowych zdecydowała się za zgodą CKW na ogłoszenie 24-godzinnych strajków solidarnościowych. Strajki te miały miejsce dwukrotnie w Bochni (23 i 25 sierpnia), 24 sierpnia w Tarnowie i 25 sierpnia w Krakowie. W ośrodkach tych strajk był prawie że zupełny, obejmując zatrudnionych na robotach publicznych, wszystkie zakłady prywatne (w Tarnowie częściowo i służbę folwarczną), jak również i zakłady użyteczności publicznej, w których utrzymany był tzw. ruch świąteczny” .
Policja odnotowała 188 zgromadzeń „terrorystycznych” z czego aż 131 zdarzyło się w Małopolsce . Liczba manifestujących wahała się od kilkuset do kilkudziesięciu tysięcy w poszczególnych powiatach. Największe zgromadzenia miały miejsce w Jarosławiu, Grębowie (pow. tarnobrzeski), Przeworsku, Bochni, Dębicy i Ciężkowicach.
Robotnicy z Krakowa zorganizowali potężną manifestację solidarnościową, na której z ramienia Polskiej Partii Socjalistycznej przemawiał Józef Cyrankiewicz, a w imieniu Stronnictwa Ludowego – Stanisław Mierzwa .
Początkowo strajk został przez władze zbagatelizowany. Władze szczebla wojewódzkiego, niemające odgórnych dyspozycji z MSW, wyrażały zgodę na odbycie zaplanowanych na 15 sierpnia zgromadzeń, informując, iż zareagują tylko w przypadku aktów terroru strajkowego (i tak w dniu 17 sierpnia w Urzędzie Wojewódzkim w Krakowie wezwani tam Stanisław Mierzwa i Eugeniusz Bielenin usłyszeli, że „władze nie myślą strajkowi przeszkadzać, możecie sobie nawet agitować za strajkiem w obrębie wsi”. Urzędnik zapowiedział tylko, że ze zdecydowanym przeciwdziałaniem spotkają się wszelkie przejawy terroru strajkowego).
Z relacji komendanta policji w powiecie brzeskim wynika, że trasa Tarnów-Kraków została całkowicie zablokowana: „Na drogach lub w ukryciu czatują gromady po kilkudziesięciu chłopów uzbrojonych w grube kije, noże, a może i broń palną, wobec których nasz posterunek jest bezsilny. Dziś przed południem, o godz. 10 wyruszył z Wielkiej Wsi pochód w sile około 500 ludzi, mobilizując dalej szeregi chłopów z gromad w południowej części gminy. (...) Manifestanci groźbą i wyrządzaniem szkód sparaliżowali zupełnie w tym rejonie życie gospodarcze. Prosimy o pomoc, czekamy na rozkazy”  .
Do pierwszych starć z policją doszło w powiecie jarosławskim, którego starosta już 17 sierpnia informował o konsekwencjach terroru strajkowego. Bojówki chłopskie, które weszły w bezpośredni kontakt z policją radykalizowały się coraz bardziej w wyniku brutalnych interwencji oddziałów policyjnych. Bojówki odbijały aresztowanych i oblegały posterunki policji, dochodziło do manifestacyjnych przemarszów z udziałem niejednokrotnie kilku tysięcy osób. Pojawiły się pogłoski o przygotowaniach do „marszów” na siedziby władz administracyjnych. 17 sierpnia w Grębowie w powiecie tarnobrzeskim padła pierwsza ofiara. W czasie wiecu pojawił się oddział policji. Przy próbie rozporządzenia manifestantów doszło do starć, zginął Józef Szewc, pięć osób zostało rannych.
Tragiczne wydarzenia 20 sierpnia 1937 w okolicach Morawska i Muniny opisuje protokół z zebrania Stronnictwa Ludowego w Morawsku zamieszczony w monografii Adama Serdecznego:

(...) Do wsi dano wiadomość, że policja w Muninie bije strasznie tamtejszą ludność i proszą pomocy. Teraz działa się rzecz nie do opisania. Wszystko porwało się samorzutnie do obrony. Nikt nie rozkazywał, nikt nie prowadził. Próbowano wstrzymać. Nikt nie słyszał tego głosu i tak ruszyło kilkaset ludzi do Muniny. Pod cmentarzem czekano, gdyż policja już wracała. Stanęli na szosie. Dał się słyszeć strzał ze strony chłopów, lecz całkiem z daleka i nikt tego człowieka nie znał, kto nim był. Zaraz policja dała salwę w tłum z karabinów ręcznych i maszynowych. Tłum zaczął uciekać, inni kryli się na cmentarzu za groby, gdzie kto mógł. Dopiero na tych skoczono z kolbami. Dobijano bez miłosierdzia w sposób nieludzki. Tam zabito z naszej gromady Dypla Szymona, lat 50, że mózg roztrzaskano po polu i tak go zabrano do szpitala, lecz w drodze skończył życie. Siedem innych ciężko pobito do nieprzytomności. (...) Dodać jeszcze trzeba, że wszyscy byli ludzie bezbronni, tylko niektórzy mieli laski ze sobą. Dalsze dni strajkowe odbywały się spokojnie.

W sytuacji pierwszych ofiar śmiertelnych Zarząd Okręgowy SL w Krakowie wydał w dniu 20 sierpnia okólnik skierowany do zarządów powiatowych, w którym wezwano do zaprzestania terroru, unikania starć z siłami policyjnymi, a jednocześnie zapowiedziano zakończenie strajku na dzień 25 sierpnia. Okólnik nie wpłynął jednak na zmianę metod stosowanych przez strajkujących i policję. Tę sytuację inaczej widział poseł Wojciechowski, który podczas posiedzenia komisji budżetowej sejmu w dniu 24 stycznia 1938 roku stwierdził: „Mimo jednak tych pięknych słów nie zarządzono ściągnięcia z dróg ustawionych tam bojówek, toteż bojówki czy »straże porządkowe«, czy też »komisje lotne« działały dalej wbrew prawu, aż przyszła reakcja policji. Za te zaburzenia odpowiedzialni są przede wszystkim działacze Stronnictwa Ludowego. Strajk ten miał charakter wybitnie polityczny. Błędem było, że w tej akcji, której nie doceniono, nie starano się przeciwdziałać od początku. Tak jak sprawy stanęły, trzeba tę akcję uważać za sukces Stronnictwa Ludowego, a porażkę obozu rządzącego”.
Nasilenie akcji pacyfikacyjnej przypadło na ostatni dzień strajku; władze chciały zamanifestować wobec społeczeństwa swą zdecydowaną i do końca konsekwentną postawę. Uspokojeniu nastrojów i poprawieniu wizerunku władzy wśród społeczeństwa służyć miały lustracje podejmowane przez wojewodów: krakowskiego Michała Gnoińskiego i lwowskiego Alfreda Biłyka podległych im powiatów, podczas których dochodziło do spotkań z przedstawicielami miejscowych społeczności, którzy „wyrażali swe niezadowolenie” z obecnej sytuacji.
W swoim raporcie Ministerstwo Spraw Wewnętrznych wspomniało sytuację z dnia 20 sierpnia, kiedy to w godzinach wieczornych komenda powiatowa policji w Jarosławiu „uzyskała informację z kilku źródeł konfidencjonalnych, że ludowcy uzbrojeni w karabiny, kosy, widły, cepy itp. narzędzia gromadzą się dookoła Jarosławia, gdzie zebrało się około 6 tys. osób”. Celem tego zebrania miało być żądanie chłopów wypuszczenia na wolność aresztowanego dra Jedlińskiego, prezesa powiatowego zarządu SL. „Zebrani chłopi twierdzą, że o ile Jedliński nie zostanie zwolniony, to wkroczą do Jarosławia i »pohulają«” – odnotowano w raporcie  .
Z kolei komendant lwowskiej policji zapisał w swoim raporcie, że puszczono pogłoskę według której rządzący mieli do dnia 25 sierpnia uwzględnić ich postulaty. W przeciwnym razie „wszyscy ludowcy ruszą na Warszawę, a po drodze będą niszczyć inteligencję i rżnąć panów” .
Najtragiczniejsze wydarzenia miały miejsce 26 sierpnia w Majdanie Sieniawskim, w ostatnim dniu strajku. Policja aresztowała tam sześciu strajkowych przywódców. Pod presją chłopów zwolniono ich. Do Jarosławia został jednak wysłany raport o rozbiciu w Majdanie posterunku policji. Około 17:00 do wsi wkroczyła kompania policji ściągnięta z garnizonu w Mostach Wielkich. Jak wspominali później świadkowie, na kopcu upamiętniającym bitwę grunwaldzką ustawiony został karabin maszynowy, policja otoczyła zgromadzonych chłopów, w pewnej chwili padły salwy. Zginęło 15 osób, w tym 6-letnie  dziecko, które pojawiło się z babką (także ofiarą akcji policyjnej).
Przebieg strajku był różny, zależał od stopnia zaangażowania miejscowej ludności . W Krakowskiem na ogół był powszechny poza powiatami nowotarskim, wadowickim i żywieckim . Nie zorganizowano go także w gminach przygranicznych i zamieszkanych przez ludność łemkowską . W województwie lwowskim strajkowali powszechnie chłopi w powiatach leżących na zachód od Sanu, a po jego wschodniej stronie tylko w trzech powiatach. Także w trzech powiatach w województwie tarnopolskim, na Lubelszczyźnie, gdzie administracja państwowa zakazała nawet obchodów Święta Czynu Chłopskiego oraz w województwach białostockim i poznańskim . W woj. kieleckim, w powiatach sąsiadujących z krakowskim oraz w rejonie Kielc . W warszawskim w kilkunastu powiatach, aczkolwiek nie miał masowego charakteru; w łódzkim w czterech powiatach; w stanisławowskim w dwóch: na Pomorzu i woj. nowogródzkim po jednym powiecie . W tych 12 województwach mieszkało ponad 8 mln ludzi . Strajk najlepiej był przygotowany i powszechny w Małopolsce, w powiatach leżących między Wisłą i Sołą na zachodzie a Sanem na wschodzie . Najostrzejszy był w powiecie jarosławskim , brzozowskim, przemyskim i tarnobrzeskim.
Ludowcy chcieli uniknąć chaosu w województwach leżących w strategicznych dla Polski rejonach woj. pomorskie, poznańskie czy Kresy Wschodnie. Marek Sioma napisał: „Akcja zapowiedziana przez nich jako spokojny protest, raczej zamanifestowanie swoich postulatów przerodziła się jednak w poważny konflikt wewnętrzny odbierany często zagranicą (dzięki przesadzonym informacjom) jako »wojna wewnętrzna«”.

## Skutki
Strajk chłopski 1937 r. był największą manifestacją polityczną okresu międzywojennego, ale nie wywarł większego wpływu na politykę rządu. Mimo tego oraz mimo braku formalnego współdziałania PPS, strajk poważnie zaniepokoił władze państwowe. Za natężeniem walki strajkowej agitowała zdelegalizowana i skompromitowana agenturalną działalnością na rzecz ZSRR Komunistyczna Partia Polski. Przeciwko wypowiedziało się Stronnictwo Narodowe. Wśród aresztowanych byli działacze SL (m.in. Jan Schram). Niezależne środowiska inteligenckie stanęły w obronie aresztowanych chłopów. Zrozumienia dla postulatów chłopskich i walki strajkowej wykazała część prawicowej prasy: „Kurjer Warszawski”, „Polonia” i „Zwrot”. „Polonia” była organem Chrześcijańskiej Demokracji, a „Zwrot” organem Frontu Morges. Przychylne stanowisko w stosunku do chłopów walczących o swoje prawa przyjęła również większość prasy katolickiej. Najbardziej krytyczna w ocenie była prasa rządowa („Kurier Poranny”) i prorządowa („Gazeta Polska”), a także prawicowy „Warszawski Dziennik Narodowy”. Najmniej krytyczna była prasa ludowa: „Piast” i „Zielony Sztandar”. Niebagatelną rolę w kształtowaniu obrazu wypadków odegrała również prasa socjalistyczna reprezentowana przez „Robotnika”, który wyraźnie dystansował się od oceny podawanej przez komunistyczny „Czerwony Sztandar”.
W strajku wzięło udział kilka milionów osób, głównie polskich chłopów. Doszło do zamieszek, policja otworzyła ogień. Według danych oficjalnych zginęło 44 chłopów (a 66 było rannych), 5 tysięcy aresztowano, 617 uwięziono, spacyfikowano 700 gospodarstw. rannych. Komunikat Informacyjny nr 12 z 8 września 1937 r. podawał z kolei liczbę 67 zabitych i kilkuset rannych. Po stronie policji obrażenia i poważniejsze kontuzje odniosło 108 funkcjonariuszy. Pogrzeby zabitych chłopów przeradzały się w olbrzymie manifestacje polityczne. Na pogrzebie Wincentego Piechnika i Stanisława Święcha, którzy zginęli w Kurowie koło Wiśnicza uczestniczyło 10 tys. osób. W poszczególnych dniach bilans ofiar śmiertelnych wyglądał następująco:
- 17 sierpnia w starciach z policją w Grębowie w pow. Tarnobrzeskim zginął 1 chłop, Józef Szewc[1] [45][46][24][23][11];
- 18 sierpnia w Harcie w pow. brzozowskim – 2 zabitych[1] [45][46][24][23][11];
- 19 sierpnia w Dydni w pow. brzozowskim – 4 zabitych i w Kurowie w bocheńskim – 2 zabitych[1] [45][46][24][23][11];
- 21 sierpnia w Muninie w pow. jarosławskim – 7 zabitych i Meleszynie w pow. brzeskim – 2 zabitych[1] [43][46][24][23][11];
- 23 sierpnia w Kasince Małej w pow. limanowskim – 9 zabitych[1] [43][46]; interwencja policji rozpoczęła się od użycia pałek wobec grupy chłopów, którą rozproszono, a następnie doszło do starcia z główną grupą strajkujących chłopów, padły strzały[47][24];
- 24 sierpnia w Rdzawce w pow. nowotarskim – 1 zabity, w Gnojnicach pow. Jaworów – 1 zabity[1] [43][46][24][23][11];
- 25 sierpnia w Majdanie Sieniawskim w pow. jarosławskim – 15 zabitych[43][46][24], m.in. 6-letni Edward Dzieło i Katarzyna Pyszka[1] [48].

W Przemyślu, 16 grudnia 1937 roku, rozpoczął się proces działaczy ruchu ludowego, uczestników sierpniowego strajku chłopskiego. Sensacje wzbudził fakt, że jednym z głównych oskarżonych był sympatyzujący z ludowcami hrabia Jan Drohojowski. Sądy pierwszej instancji skazały około tysiąca osób na kary więzienia od 2 miesięcy do 5 lat  (według innych źródeł od 8 miesięcy do 3,5 lat). Głośny był też proces, w którym sądzono znanego działacza ludowego Bruna Gruszkę. Ostatecznie odsiedział on 7 miesięcy. Procesy o strajk chłopski, z powodów wnoszonych apelacji, ciągnęły się do wybuchu II wojny światowej . Liczbę aresztowanych SL szacowało na 4 tys. osób, z czego 1500 w Małopolsce. 24 sierpnia prokurator Sądu Apelacyjnego w Krakowie wystosował do podległych mu prokuratur okręgowych pismo zalecające szybkie przystąpienie do represji karnych wobec wszystkich zamieszanych w organizację strajku i akty terroru. W piśmie tym stwierdzał: „przede wszystkim należy zwrócić uwagę na konieczność pociągnięcia do odpowiedzialności karnej kierowników, organizatorów i podżegaczy ruchu strajkowego, a więc w pierwszej mierze członków zarządu Stronnictwa Ludowego i innych, którzy chociaż nie wchodzili w skład zarządu, to jednak w akcji strajkowej odegrali tego rodzaju rolę”. Rozprawy odbywały się w sądach grodzkich lub okręgowych. Represje, którymi objęto 4–5 tys. osób były stopniowo łagodzone, aż do wypuszczenia wszystkich przetrzymywanych w więzieniach na mocy amnestii w roku 1938.
Władze administracyjne zawiesiły wydawanie „Piasta” i „Zielonego Sztandaru”, nie ukazało się kilka numerów „Gazety Grudziądzkiej”, a w lokalu redakcji „Piasta” komisarz Olearczyk przeprowadził rewizję i konfiskaty, opieczętowując następnie pomieszczenie.
W „Gazecie Polskiej” opublikowano również informację, z której wynika, iż w dniu 28 sierpnia wojewoda lwowski przyjął delegację z powiatu jarosławskiego, która przedstawiła dane świadczące o tym, że większa część ludności powiatu nie popierała akcji SL. Tak masowy udział w strajku tłumaczono terrorem agitatorów. Delegacja zwróciła się o ochronę do władz państwowych, bojąc się reakcji awanturników. Wojewoda w raporcie zapisał opis działań prowodyrów strajku: „(...) Wypędzili dosłownie pałką ludzi skądinąd rozważnych na drogi, tamowali normalny ruch, występowali przeciw organom policji, chowając się w ostatniej chwili za plecy bałamuconych”. Wojewoda obiecał zapewnienie ochrony ludności powiatu jarosławskiego.
W grudniu 1937 r. ks. Józef Lubelski, poruszony brutalnością w postępowaniu policji, złożył w Sejmie interpelację w sprawie metod likwidowania strajku chłopskiego. Nadmienił, że w Kasince Małej zabito 9 osób, w Majdanie Sieniawskim 15, w Jabłonce 4, a w Muninie 7. W interpelacji pominął miejscowości, w których zabito jednego lub dwóch chłopów.

### Przedsięwzięcia o charakterze represyjno-ostrzegawczym
Zakładano w nich szerokie stosowanie instrumentów policyjnych, sądowych i administracyjnych, by zaprezentować stanowczość i konsekwencję władz. Służyć temu miały demonstracyjne przejazdy policji i KOP, naciski władz administracyjnych na poszczególnych działaczy, zakazy urządzania obchodów racławickich, Święta Ludowego, konfiskata przemówień na obchody Czynu Chłopskiego, konfiskata klepsydr z nazwiskami chłopów poległych w roku 1937. Jednoznaczny wydźwięk miały też zalecenia w sprawie traktowania działaczy terenowych SL. Przewidywały one :
- dokonywanie rewizji w poszukiwaniu broni i skonfiskowanej literatury;
- doniesienia do władz sądowych z doprowadzaniem zatrzymanych;
- stosowanie zatrzymań prewencyjnych bardziej ruchliwych ludowców oraz odszupasowywanie ich do miejsc zamieszkania;
- szerokie wykorzystywanie kar grzywny i aresztu za przekroczenia administracyjne.

Obok aresztowań przeprowadzono pacyfikacje wybranych chłopów. W opisie z Archiwum Akt Nowych można przeczytać, że przed wieś, w której jeden czy kilku mieszkańców miał być pacyfikowany zajeżdżała samochodami ekspedycja karna, złożona z kilku samochodów, wiozących policjantów. Część samochodów zatrzymywała się przed wsią, inne do niej wjeżdżały i udając się pod dom skazanego na pacyfikację. Policjanci wbiegali do domu, usuwali domowników i „rozpoczynają dzieło zniszczenia”. Miano niszczyć dach (wybijać otwory w dachu pokrytym dachówką lub zrywać poszycie słomianego). Jednocześnie niszczono umeblowanie, rozbijano meble i wszelkie sprzęty, tłuczono szyby, naczynia oraz butelki, zrzucano ze ścian obrazy oraz deptano je razem z innymi przedmiotami. Następnie przystępowano do niszczenia zapasów żywności. Mąka była wysypywana i mieszana razem z piaskiem i popiołem. Młócone ziarno wdeptywane w błoto lub rozrzucane po drodze i na podwórzu. „Były wypadki, że koniom i bydłu łamano nogi uderzeniami kolb i drągów. Gdy dzieło zupełnego zniszczenia zostało już dokonane, ekspedycja karna udaje się do innego domu lub na inną wieś. Wrażenie takiej pacyfikacji jest wprost niesłychane. Do zniszczonego domu powracają domownicy, za nimi przychodzą sąsiedzi. Widzą oni obraz, który zawsze pozostanie w ich pamięci”. Opisana pacyfikacja została wykonana na rozkaz wojewody lwowskiego, który nie przyznał się do jego wydania. Zdarzało się, że pacyfikacji dokonywali policjanci z tej lub sąsiedniej wsi, najczęściej jednak pacyfikacji dokonywali policjanci spoza powiatu.
W 1938 roku wytypowano szereg ogniw SL, w których należało przeprowadzić rewizje. Liczba ogniw SL wytypowanych do rewizji w poszczególnych województwach wynosiła: krakowskie 17, lwowskie 16, kieleckie 8, warszawskie 9, poznańskie 9, tarnopolskie 5, stanisławowskie 4, pomorskie 2, śląskie 2, nowogródzkie 2, wileńskie 2, lubelskie 11, białostockie 7, łódzkie 6; razem: 103 . W dokumentach Ministerstwa Spraw Wewnętrznych zarządy te były nazywane bojówkami .
Wytypowana została również grupa 23 działaczy szczególnie aktywnych „i bojowych przygotowujących psychicznie masy chłopskie do przyszłego strajku”. Znaleźli się na niej: Stanisław Mikołajczyk, prof. Stanisław Kot (którzy przygotowywali akcję poza władzami SL), gen. Bolesław Roja, ks. Józef Panaś, ks. Ziaja, Jan Wiktor, Andrzej Czapski (warszawskie), Franciszek Torończyk (Buczacz), Tadeusz Cieśla (Będzin), Jan Moskal (Kałusz), Czesław Poniecki (Kielce), Jan Gajoch (Kraków), Wojciech Gil (Chabówka), Stanisław Sikoń (Brzesko), Józef Maślanka (Stopnica), Jan Tepper (Łańcut), Józef Włodarczyk (warszawskie), Wojciech Fudała (Kutno), Feliks Peda (Sierpc), Goska (Racławice), Wierzbiński, Franciszek Słowik (Szare, pow. Żywiec). Ponadto do grupy tej zaliczonych zostało 121 delegatów na krakowski Kongres SL .
Przypadki brutalnych pobić były tak powszechne, że odbiły się echem w prasie europejskiej i spotkały się z protestami nawet w szeregach sanacji .
Pomimo represji i ofiar Kongres SL w 1938 r. podjął uchwałę o ponownym przeprowadzeniu strajku. W dniach 11 i 21 września 1937 roku odbyły się w Krakowie zebrania Zarządu Okręgowego SL, po których przyspieszono prace nad odbudowaniem i wzmocnieniem SL na tym terenie. Dnia 14 października 1937 r. NKW SL podjął decyzję o zwołaniu kongresu, do którego doszło w dniach 27–28 lutego 1938 roku w Krakowie, a na którym podtrzymano stanowisko o organizacji strajku powszechnego. Do jego realizacji jednakże nie doszło. Nad Polską zawisła groźba najazdu niemieckiego i działania SL oraz jego przywódców skupiły się wokół spraw obrony kraju.
Rząd zareagował prawie natychmiast po kongresie SL w lutym 1938 roku. Dnia 1 kwietnia minister spraw wewnętrznych (a zarazem premier) gen. Składkowski wydał zarządzenie polecające: „odbycie demonstracyjnego marszu przez najbardziej zagrożone powiaty województwa krakowskiego i lwowskiego oddziałów KOP i policji w okresie od 10 do 20 kwietnia celem wykazania, że rząd gotów jest do zdecydowanego przeciwstawienia się i zdławienia siłą wszystkich wystąpień”.
W uchwałach Naczelnego Komitetu Wykonawczego SL obradującego 14 października 1937 r. m.in. złożono hołd pamięci poległym chłopom, przesłano słowa otuchy chłopom znajdującym się w więzieniach, rodzinom i rannym wyrazy współczucia, a także stwierdzono, że wskutek użycia przez rząd środków dla stłumienia ruchu chłopskiego pogłębiły „przepaść między wsią i państwem” .
W latach 30. XX wieku zginęło ponad 170 chłopów w starciach z policją . Publicysta Bohdan Piętka twierdzi, że w latach 1932–1937 wskutek siłowego tłumienia przez policję strajków i manifestacji zabitych zostało łącznie 818 osób . Liczba ta wynika ze zsumowania liczb wszystkich ofiar zabójstw ogółem w kolejnych latach wymienianych przez Składkowskiego w wystąpieniu sejmowym 24 stycznia 1938 r. (łącznie z ofiarami wypadków kryminalnych). Nie jest więc to rzeczywista liczba ofiar tłumienia rozruchów przez policję.

### Informacje o strajku w mediach

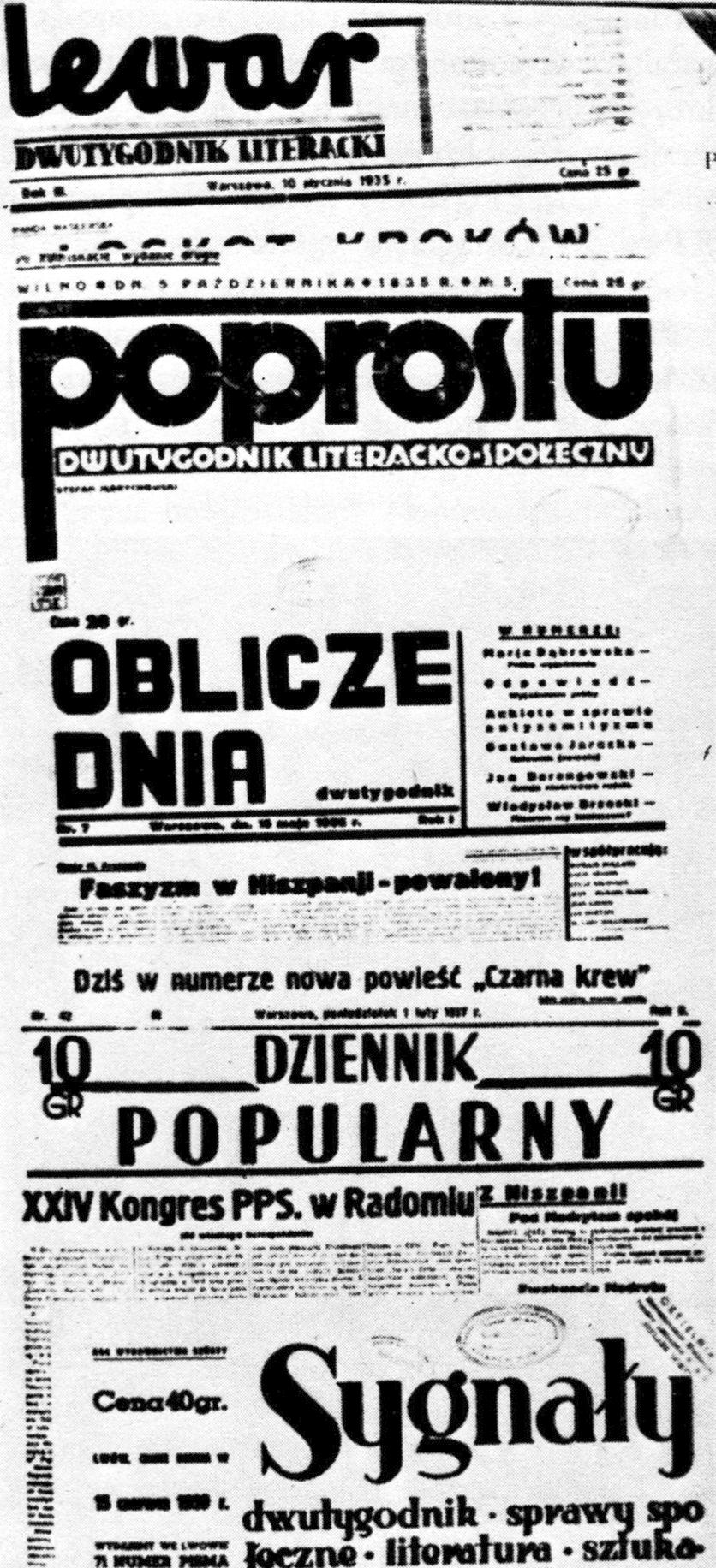
Winiety czasopism z okolic lat 30. XX wieku

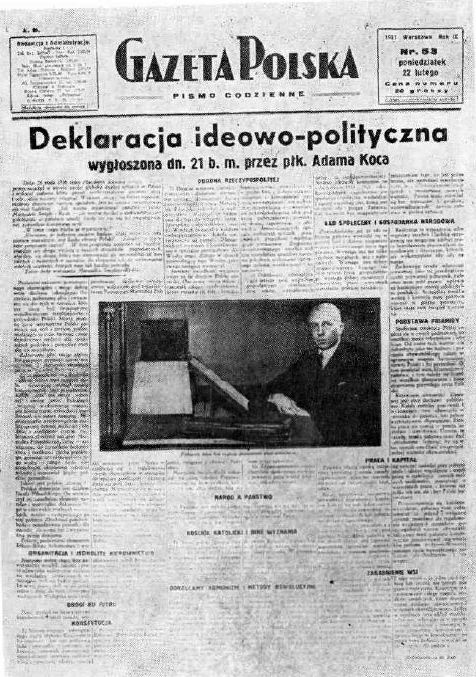
Okładka „Gazety Polskiej” z 22 lutego 1937

„Gazeta Polska” (ówczesna prorządowa tuba) określiła wydarzenia jako „niesłychany cynizm sprawców, warcholskiego tumultu” oraz nazwała bluźnierstwem „haniebny pomysł walki między polską wsią a polskim miastem w rocznicę historycznego zwycięstwa narodu polskiego nad obcym najazdem”. O strajku napisano: „Komunikaty urzędowe wskazują na Stronnictwo Ludowe, jako na sprawcę i organizatora tej potwornie bezmyślnej akcji; wiemy, że władze tego stronnictwa zostały w swej akcji odosobnione, że pomimo propozycji i nalegań żadne inne stronnictwo polskie nie zgodziło się im sekundować. Ale zgłasza się o swój udział w krwawym laurze, zgłasza się krzykliwie i otwarcie kompan, którego się spodziewać należało. Jest nim Komunistyczna Partia Polski”.
Informacje o strajku cenzurowano. Dopiero 27 sierpnia „Gazeta Polska” opublikowała za agencją PAT informację w sprawie zajść. Była to jedyna w tym czasie informacja o Strajku w tym medium. Kolejna publikacja (31 sierpnia) była przedrukiem oficjalnego oświadczenia premiera Składkowskiego z dnia 30 sierpnia podanego za PAT. „Charakterystyczny jest przy tym fakt, iż w „Gazecie Polskiej” komunikat ukazał się na stronie pierwszej bez słowa komentarza, podczas gdy np. w „Robotniku” na stronie drugiej, z zapowiedzią redakcji możliwie szybkiego naświetlenia całego zagadnienia w przyszłości” – napisał Marek Sioła. Dopiero 1 września ukazał się wspomniany wyżej tekst Niech zamrą miasta wraz ze wsią!.
Zabroniono gazetom publikowania tekstów chłopskich rezolucji. Praktycznie dozwolone było tylko publikowanie oficjalnych informacji przedstawiających rządowy punkt widzenia. Organ Polskiej Partii Socjalistycznej „Robotnik” pisał: „O przebiegu akcji politycznej Stronnictwa Ludowego na terenie części województw Rzeczypospolitej, w szczególności na terenie województw Małopolski mogliśmy podać tylko dane zawarte w komunikacie Polskiej Agencji Telegraficznej”.
W listopadzie angielska gazeta „The Manchester Guardian” zamieściła artykuł wstępny o sytuacji wewnętrznej w Polsce. Dziennik zastanawiając się nad sytuacją wsi polskiej, dotkniętej powszechnym kryzysem gospodarczym i głodem ziemi „(...) kategorycznie stwierdza, że nie należy dawać wiary w fałszywe wiadomości, rozszerzane ostatnio na temat sytuacji wewnętrznej w Polsce. Donosząc, że Polska jest jednym z fundamentów pokoju europejskiego, „The Manchester Guardian” wyraża opinię, że silna, skonsolidowana i niezależna Polska leży w interesie ogólnym”.
Zupełnie inaczej pisał francuski „Le Populaire”, w którym artykuł La greve revolutionnaire. Des paysans en Pologne zamieścił H. Lieberman, umieszczając w nim studium stosunków wewnętrznych w Polsce, z uwzględnieniem metod policji wobec chłopów, ale także nastrojów społeczeństwa. Autor podkreślił, iż stłumienie strajku nie złamało SL, które w dalszym ciągu zapowiadało prowadzenie walki o demokratyzację Polski zgodnie z wezwaniem: „La lutte pour vos droits les plus sacres, pour une Pologne democratique et populaire continue, le peuple doit la mener jusqu’au bout s’il ne veut pas perir”.

### Stanowisko władz Polski

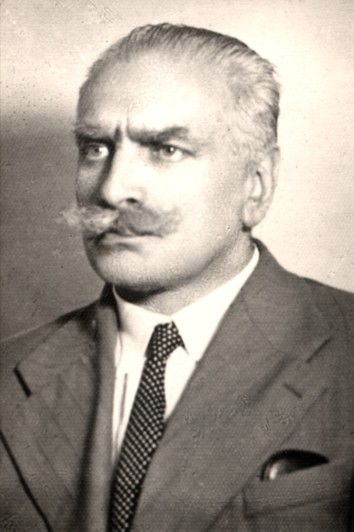
gen. Felicjan Sławoj Składkowski – premier RP i minister spraw wewnętrznych

Przebywającego wówczas na dwutygodniowym urlopie we Francji premiera Felicjana Sławoja Składkowskiego zastępował wicepremier Kwiatkowski. Po kilku miesiącach premier przyznał, że myślał, że strajk przejdzie „spokojnie”, jak informowały odezwy SL. Pomimo zastępstwa pełną odpowiedzialność za konsekwencje wydarzeń w Małopolsce ponosił premier, a zarazem minister spraw wewnętrznych. Przebywając we Francji z jej terytorium zmuszony był koordynować telefonicznie całą akcją pacyfikacyjną, co przyniosło nieobliczalne skutki. O przyczynach swej decyzji nieodwołania wizyty szczegółowo poinformował posłów podczas posiedzenia sejmu w grudniu 1937 r. Po powrocie do Polski i spotkaniu z prezydentem spotkała go ostra krytyka. Prezydent zwrócił się doń w następujących słowach: „Pan tam jeździ, a my tu znów mieliśmy strzelaninę policji”. W Polsce całą akcją kierował wiceminister spraw wewnętrznych Paciorkowski, który nakazał prasie zachowanie całkowitego milczenia o strajku, potęgując przez to zaniepokojenie w kraju i ugruntowując w nim przekonanie o toczącej się rewolucji, podobnie zresztą, jak i zagranicą, gdzie brak informacji okazał się gorszy niż najczarniejszy scenariusz wydarzeń. Prasa zachodnia, szczególnie francuska, donosiła o „rewolucji w Polsce”.
Rząd poddany fali krytyki wymienił 3 wojewodów (krakowskiego, białostockiego i lubelskiego) i 18 starostów (m.in.: limanowskiego, gorlickiego, krośnieńskiego, śniatyńskiego czy jasielskiego).
Reakcja rządu na wydarzenia sierpniowe ograniczyła się do oświadczenia premiera, który podkreślił w nim, że winę za to, co się stało, ponoszą głównie ci, którzy do tego dopuścili. W oświadczeniu można przeczytać, że: „Przelana krew chłopska zaciąży na tych, którzy w imię własnych interesów politycznych, oszukańczo pchnęli nieodpowiedzialne jednostki do aktów gwałtu i terroru, nie licząc się z ofiarami, jakie musiało to za sobą pociągnąć. Obrażając uczucia Polaków nad użycie rocznicy zwycięstwa oręża polskiego dla proklamowania strajku rolnego i doprowadzenie nieodpowiedzialnych grup chłopskich do ataków gwałtu i terroru, nie może minąć bez echa i pociągnie nieuniknione konsekwencje, przede wszystkim w stosunku do przywódców”. „Strajk ten miał doprowadzić do zdezorganizowania życia gospodarczego w państwie przez uniemożliwienie dowozu żywności do miast – przy tym chciano go przeprowadzić za pomocą terroru specjalnie zorganizowanych i uzbrojonych bojówek. […] Ta oszukańcza i zbrodnicza akcja spowodowała, iż w czasie zajść zostało zabitych 41 osób, zaś 34 odniosły rany. Cyfra rannych nie może być uważana za ostateczną, ponieważ szereg napastników, którzy odnieśli obrażenia ukrywa się w obawie przed odpowiedzialnością w lasach i odludnych chatach chłopskich”;.
Premier Składkowski wygłosił przemówienie podczas posiedzenia komisji budżetowej Sejmu w dniu 24 stycznia 1938 r.:

Stwierdzam zupełnie szczerze, tak jak to zrobiłem na plenum Sejmu, że rząd tej sytuacji [strajku rolnego] nie przewidział, nie docenił i to jest
winą i błędem rządu. Natomiast będę bronił samych metod opanowania rozruchów, a to dlatego, że na tym tle powstał cały szereg opowiadań i zarzutów.
W ogóle ten rok w szeregu ostatnich lat w Polsce jest najspokojniejszy. Jeżeli porównamy liczbę zabitych w różnych latach w Polsce, to będziemy mieli takie
cyfry [wartości – red.]: w 1932 r. – 141, w 1933 – 145, w 1934 – 118, w 1935 – 143, w 1936 – 157, w 1937 – 114. W tych 114 jest 42 tragicznie zabitych
w Małopolsce środkowej. 55 Wskutek rozpraszania tłumów przy innych nieporządkach i innych zajściach politycznych zostało zabitych 12 osób. Reszta – 60 zabitych – to wypadki kryminalne. To znaczy, że poza tragicznymi zajściami w Małopolsce rok ten był spokojny. Dlatego nie mogę się zgodzić z mniemaniem, że z chwilą zaprowadzenia przeze mnie zwartych oddziałów policji, te krwiożercze oddziały biegają po Polsce i strzelają do obywateli, jak to na poprzednim posiedzeniu komisji jeden z kolegów był łaskaw powiedzieć. Tę małą liczbę 12 zabitych w ciągu roku przy usuwaniu zamieszek w Polsce zawdzięczamy temu, że w 41 wypadkach zwarte oddziały policji rozpraszały
bez strzelania, a tylko w dwóch wypadkach, poza wypadkami w Małopolsce – musiały użyć broni palnej.

Inną opinię w tej sprawie miał na przykład były premier Walery Sławek, który próbował interweniować u prezydenta w tej sprawie, jednak bezskutecznie.

Byłem dzisiaj dziewiąty raz w Zamku, ażeby złożyć referat prezydentowi o krzywdach wyrządzonych chłopom przez Sławoja i pomówić o innych ważnych sprawach. I pomyślcie – mówił dalej – ten durny protokół [...] przyjął i pożegnał mnie zdaniem zwykłym: Protokół nie znajduje tytułu, na mocy którego mógłbym zreferować panu prezydentowi niezbędność udzielenia audiencji panu premierowi.

Odmowa przyjęcia premiera Sławka była niezgodna z ustawą, która umożliwiała uzyskanie widzenia u prezydenta premierowi oraz byłym premierom w każdym dowolnym czasie.
Żeby zapobiec kolejnym ofiarom śmiertelnym, Felicjan Sławoj Składkowski, utworzył specjalne oddziały odwodowe Policji, które wyspecjalizowały się w rozpraszaniu zgromadzeń bez użycia broni palnej, za pomocą tylko broni białej. Rozlokowano je na terenie Szkoły Policyjnej w warszawskim Golędzinowie.

## Statystyki
| Miejscowość                      | Uczestników       | Aresztowanych |
| -------------------------------- | ----------------- | ------------- |
| Będzin (Żychcice gm. Bobrowniki) |                   |               |
| Biała Podlaska (Leśna Podlaska)  | 1500              | 3 areszt.     |
| Białystok (Juchnowiec)           |                   |               |
| Biłgoraj (Biszcza)               |                   | 6 areszt.     |
| Błonie (Żelechów)                | 3000              | 8 areszt.     |
| Bochnia                          | 20000             |               |
| Brzeziny (Koluszki)              | 2000              |               |
| Buczacz                          | 10000             |               |
| Ciechanów                        |                   | 1 areszt.     |
| Częstochowa (Biała gm. Kamyk)    |                   | 7 areszt.     |
| Dąbrowa Tarnowska                |                   | 4 areszt.     |
| Garwolin (Maciejowice)           | 1000              | 6 areszt.     |
| Gostynin                         | 5000              |               |
| Grodno                           | 5000              | 2 areszt.     |
| Grójec (Pieczyska)               |                   |               |
| Hrubieszów (Horodło)             |                   |               |
| Iłża                             |                   |               |
| Janów Lubelski (Słodków)         |                   |               |
| Jarocin (Witoszyce)              | 2000              |               |
| Jarosław                         | 40 000            | 4 areszt.     |
| Jędrzejów                        | 2000              |               |
| Kałusz (Dębina, Tomaszowce)      |                   |               |
| Kielce                           | 2000              | 15 areszt.    |
| Kolbuszowa                       | 6000              |               |
| Konin                            | 3500              |               |
| Konopnica                        | 1000              |               |
| Kopyczyńce                       |                   | 5 areszt.     |
| Krasnystaw (Fajsławice)          | 1000              |               |
| Krotoszyn                        | 1000              |               |
| Kutno                            |                   |               |
| Limanowa                         | 12 000            | 100 areszt.   |
| Lipno                            |                   |               |
| Lubaczów                         |                   |               |
| Lubartów (Kamionka)              |                   |               |
| Lwów                             |                   | 2 areszt.     |
| Łańcut                           | 15 000            |               |
| Łask (Zborów gm. Widawa)         | 3000              |               |
| Łomża (Nowogród)                 |                   |               |
| Łowicz                           |                   | 14 areszt.    |
| Łukow (Stoczek Łukowski)         | 4000              | 1 areszt.     |
| Maków Podhalański                | 2000              |               |
| Miechów                          | 5000              | 8 areszt.     |
| Mielec                           | 8000              |               |
| Mińsk Mazowiecki                 |                   |               |
| Myślenice                        | 10 000            |               |
| Nieszawa (Osięciny)              |                   |               |
| Nowy Sącz Olkusz                 | 3000              |               |
| Opatów (Ćmielów)                 |                   |               |
| Ostrów (Sieroszewice)            |                   |               |
| Płock                            | 2000              | 5 areszt.     |
| Pińczów                          |                   | 4 areszt.     |
| Piotrków (Gorzkowice)            | 4000              |               |
| Płońsk (Żukowo)                  |                   |               |
| Przasnysz (Bogate)               |                   |               |
| Przemyśl (Dubieck nad Sanem)     |                   |               |
| Przeworsk                        | 20 000            | kilka areszt. |
| Puławy (Opole)                   |                   |               |
| Pułtusk (Koziegłowy gm. Gzowo)   | 400               |               |
| Radom                            | 5000              |               |
| Radzymin (Klembów)               |                   |               |
| Radzyń (Międzyrzecz)             | 2000              |               |
| Rawa Mazowiecka (Nowa Targowica) |                   |               |
| Ropczyce (Dębina)                | 10 000            |               |
| Rohatyń (Bukaczowice)            | 6000              | 3 areszt.     |
| Siedlce (Rusków, gm. Łysów)      | 2000              |               |
| Sieradz (Monika)                 | 7000              | 14 areszt.    |
| Sierpc                           |                   |               |
| Skierniewice (Lipce)             |                   |               |
| Sochaczew                        | 1000              |               |
| Sokal Stopnica                   | 10 000            | 9 areszt.     |
| Suwałki (Wigry)                  | 2000              | 2 areszt.     |
| Szamotuły (Otorów)               | 3000              | 15 areszt.    |
| Środa Wielkopolska               |                   | 5 areszt.     |
| Tarnobrzeg –                     | 18 000-20 000     | 11 areszt.    |
| Tarnów                           |                   | 25 areszt.    |
| Tomaszów Lubelski                | zebrania wioskowe |               |
| Warszawa (Wilanów, Zawada)       |                   | 3 areszt.     |
| Wieluń                           | 8000              |               |
| Włocławek (Grubce)               | 1000              |               |
| Włodawa (Wisznice)               | 2000              |               |
| Włoszczowa                       | 2000              | 1 areszt.     |
| Zamość (Wierzba)                 |                   |               |
| Zawiercie (Nowa Wieś gm. Żarki)  |                   |               |

## Upamiętnienie
Polskie Stronnictwo Ludowe chciało upamiętnienia wydarzeń strajku w 80. rocznicę. Uchwała została odrzucona z powodu „czynienia aluzji i podtekstów”. Z okazji 80. rocznicy strajków, Partia Razem wydała biuletyn zawierający artykuły, statystyki i teksty historyczne dotyczące tych wydarzeń.
4 sierpnia 2022 r. Senat RP z inicjatywy senatorów klubu PSL Ryszarda Bobera (wnioskodawca) i Kazimierza Michała Ujazdowskiego (sprawozdawca) podjął uchwałę w sprawie uczczenia 85. rocznicy Wielkiego Strajku Chłopskiego.